# Tigane
Tigane (titre original : Tigana) est un roman de fantasy écrit par Guy Gavriel Kay et publié en 1990. Il a remporté le prix Aurora et a été nommé à plusieurs autres prix littéraires en 1991. L'action se déroule dans la péninsule de la Palme, une contrée divisée en neuf provinces et qui rappelle l'Italie médiévale. Ces provinces, bien que partageant une culture et un langage communs, ont souvent lutté entre elles et ont été conquises par deux sorciers étrangers qui se partagent désormais la péninsule. 
Les thèmes principaux de ce roman sont le devoir de mémoire, l'identité nationale et culturelle, et l'ambiguïté morale qui existe entre un but noble (se délivrer de l'occupation) et des moyens pour y parvenir qui le sont beaucoup moins.

## Synopsis
Par le passé, Brandin d'Ygrath et Alberico de Barbadior, deux puissants sorciers représentant deux empires rivaux, ont conquis chacun la moitié de la péninsule de la Palme, qui n'a pas su surmonter ses divisions pour s'unir contre les envahisseurs. Mais, lors d'une bataille entre l'armée de Brandin et la nation de Tigane, le fils unique de Brandin a été tué et Brandin, fou de douleur, a jeté pour se venger un terrible maléfice sur cette province. Le souvenir de l'existence et le nom même de Tigane ont disparu de la mémoire des gens, hormis ceux nés à Tigane avant le lancement du sort. Pour tous les autres, la Tigane s'appelle la Basse-Corte et n'est qu'une province insignifiante.
Vingt ans plus tard, un petit groupe de rebelles originaires de Tigane et menés par Alessan, le fils du dernier prince de la contrée, cherche par tous les moyens à libérer la péninsule de ses deux occupants étrangers, alors que Dianora, elle aussi originaire de Tigane, est devenue la favorite de Brandin dans le but de le tuer mais est tombée amoureuse de cet homme fascinant et oscille entre cet amour et son devoir.

## Accueil critique
Le site Elbakin.net donne au roman la note de 8,5 sur 10, estimant qu'il « se ressent comme moins froid, plus tragique que les autres œuvres de Kay » en raison de sa « tentative de faire ressentir émotionnellement ce patriotisme - et les déchirements qu’il entraîne - à ses lecteurs » et que malgré « certaines phases de la narration un peu décousues » et « certaines astuces un peu grossières », « c’est l’émotion qui compte, l’attachement non seulement aux personnages mais à leur cause ». ActuSF évoque « un roman captivant, qui mêle habilement politique, histoire et fantasy légère car peu présente », où « l'intrigue prend son temps pour avancer, mais cela permet de mieux s’imprégner de l’atmosphère » et où Kay « propose une réflexion sur la perte d’identité dans un pays vaincu et la lutte pour la préservation d’une culture et d’un mode de vie » et « mène en parallèle une réflexion politique en lien avec les notions de conquête et celle de libération ». Pour NooSFere, « c'est la construction et l'originalité de son monde, ainsi que la richesse de ses personnages qui font le charme de ce roman » car « loin des stéréotypes du genre, les personnages de Kay sont humains, attachants ou agaçants mais jamais neutres ; et si ses héros sont marquants, leurs ennemis le sont encore plus ». Le principal reproche tient dans « ses quelques longueurs car l'intrigue de ses 700 pages aurait sans doute tenu sur 500 ».

## Distinctions
En 1991, Tigane a remporté le prix Aurora et a été nommé au prix Locus du meilleur roman de fantasy, terminant à la troisième place, au prix World Fantasy et au prix Mythopoeic.